# Diplolophium diplolophioides
Diplolophium diplolophioides là một loài thực vật có hoa trong họ Hoa tán. Loài này được (H.Wolff) Jacq.-Fél. mô tả khoa học đầu tiên năm 1970.